# ويل مارتن
ويل مارتن (بالإنجليزية: Will Martin)‏ هو مغني أوبرا نيوزيلندي، ولد في 31 أغسطس 1984.

## وصلات خارجية
- ويل مارتن على موقع ميوزك برينز (الإنجليزية)
- ويل مارتن على موقع أول ميوزيك (الإنجليزية)
- ويل مارتن على موقع ديسكوغز (الإنجليزية)